# 種田政明

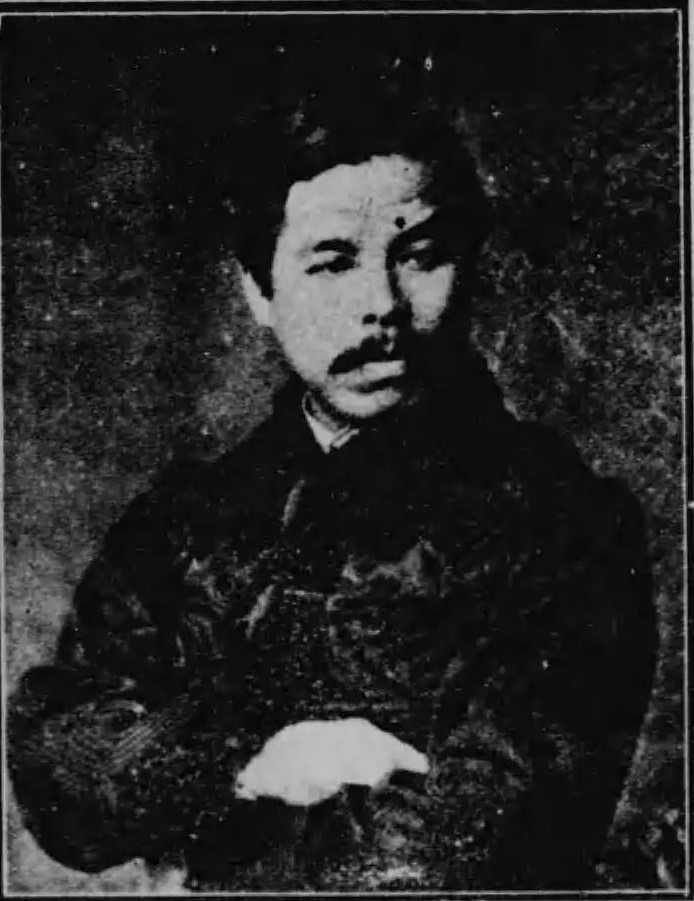
種田政明の肖像写真。

種田 政明（たねだ まさあき、天保8年8月（1837年） - 1876年（明治9年）10月24日）は、江戸時代後期（幕末）の薩摩藩士。明治時代前期の官僚、陸軍軍人である。最終階級は陸軍少将。諱は政明。種子田政明と表記される場合がある。通称は清八郎・健一郎・左門。

## 経歴
鹿児島城下の高麗町で生まれる。1862年（文久2年）、島津久光の上洛に従い、中川宮朝彦親王付の護衛となった。これを契機に諸藩の志士と交流を持つようになり、その交渉役を果たしている。戊辰戦争にも参加した。
戦後、薩摩藩常備隊2番隊長を経て、1871年（明治4年）、御親兵大隊長として上京。兵部省に出仕し、兵部権大丞、兵部少丞を歴任。1872年（明治5年）、陸軍省創設後は、陸軍少丞、会計監督、会計監督長代理などを歴任し、1873年（明治6年）11月、陸軍少将となった。
東京鎮台司令長官を経て、1876年（明治9年）9月、熊本鎮台司令長官に就任。陸軍薩摩閥の中では大将の西郷隆盛に次ぎ、同じく少将の桐野利秋、篠原国幹と並ぶ人物であった。桐野等と異なって官僚としての力量もあり、明治六年政変で西郷等が下野した後は必然的に陸軍薩摩閥を束ねる地位にあったが、1876年10月の神風連の乱で妾である小勝と就寝中、蜂起した敬神党に居宅を襲撃され、これに応戦するも首を刎ねられ殺害された。享年40。

## 人物
派手好き女好きで盛んに色町に出入りし花の左門様と囃されていた。また熊本においても妾である小勝と共に小間使いの女を妾とし、両手に花と喜んでいたという。

## 小勝のその後
小勝は事件後、東京の両親に「ダンナワイケナイ ワタシハテキズ」との電報を打ち、当時の人気ジャーナリスト仮名垣魯文がその下に「代わりたいぞえ、国のため」とつけて『仮名読新聞』に載せたことから有名になった。傷の養生のため日奈久温泉に滞在。西南戦争の際には他の5、6人の女性と共に熊本城に篭城した。
小勝の打った電報は、「語簡にして意深く」と称賛された。また、下の句を作る者が続出するなど流行語にもなった。川上音二郎一座が電報文を題名にした芝居を上演しており、内容はひどいものであったが、題名のおかげで客入りは良かったという。

## 栄典
- 1873年（明治6年）11月17日 - 従五位[5]
- 1874年（明治7年）2月18日 - 正五位[6]